# Eremopola grammoscelis
Eremopola grammoscelis là một loài bướm đêm trong họ Noctuidae.